# Twin Brooks (Dakota Południowa)
Twin Brooks – miasto w Stanach Zjednoczonych, w stanie Dakota Południowa, w hrabstwie Grant.